# Adenophallusia naiguatana
Adenophallusia naiguatana är en insektsart som beskrevs av De Mello och De Camargo e Mello 1996. Adenophallusia naiguatana ingår i släktet Adenophallusia och familjen syrsor. Inga underarter finns listade i Catalogue of Life.